# Bariano (Merlino)
Bariano, talvolta citato come Basiano, era un antico centro abitato del lodigiano, sito a nord di Merlino, già sede di una pieve della diocesi di Lodi.

## Storia
Scarse sono le notizie su questo antico paese del lodigiano.
Da un documento del 1261 risulta tuttavia nota la presenza di una chiesa parrocchiale intitolata a Sant'Eufemia e sede di una pieve della diocesi di Lodi; da tale pieve dipendevano le chiese di Cazzano, Vaiano, Comazzo, San Martino Bianco, Lavagna, San Martino Nero, San Quirico (?), Merlino, Santissima Trinità (?), Santa Maria in Pratello (?), Santa Maria Auroni, San Giovanni al Calandrone e San Martino Rosso.
Nel 1574 il vescovo Antonio Scarampo, visitando la chiesa, la trovò diroccata e da tempo non più adibita a funzioni religiose; ordinò quindi di abbatterla e di trasferire il titolo plebano alla chiesa di Merlino. È ipotizzabile che già in quest'epoca anche il centro abitato fosse già in abbandono.
Ancora agli inizi del Novecento alcuni campi portavano ancora il nome del paese scomparso.